# Латур (город)
Латур (англ. Latur) — город в индийском штате Махараштра. Расположен на юге штата, недалеко от границы с Карнатакой. Административный центр округа Латур. Средняя высота над уровнем моря — 630 метров. По данным всеиндийской переписи 2001 года, в городе проживало 299 828 человек.